# Yngvars saga víðförla
Yngvars saga víðförla (Saga von Yngvar dem Weitgereisten) ist eine Saga im Stil der Vorzeitsagas. Der älteste erhaltene Text wird in das frühe 15. Jahrhundert datiert und ist vermutlich eine isländische Übersetzung eines lateinischen Textes, der heute verloren ist; die lateinische Version wurde möglicherweise von Oddr Snorrason im Kloster Þingeyrar in den Jahren vor 1200 verfasst. Sie berichtet von einer Heerfahrt des Warägers Ingvar nach Georgien. Die Saga enthält viele legendenhafte Elemente.
Die Yngvarssaga ist eine der am besten historisch belegten Isländersagas.
Auf zahlreichen Runensteinen am Mälarsee in Uppland wurden Warägerkrieger erwähnt, die mit einem Ingvar nach Serkland zogen und dort starben.